# Barbula bagelensis
Barbula bagelensis är en bladmossart som beskrevs av Fleischer 1902. Barbula bagelensis ingår i släktet neonmossor, och familjen Pottiaceae. Inga underarter finns listade i Catalogue of Life.